# Crossomitrium porto-ricense
Crossomitrium porto-ricense là một loài rêu trong họ Pilotrichaceae. Loài này được Müll. Hal. mô tả khoa học đầu tiên năm 1898.